# Germanes Franciscanes Filles de la Misericòrdia
La Congregació de les Germanes Franciscanes Filles de la Misericòrdia és una congregació religiosa de germanes mallorquina que forma part de la família franciscana. Les seves germanes, conegudes com a Monges Blaves, posposen al nom les sigles F.H.M.

## Història
Fou fundada a Pina el 1856 pel prevere mallorquí Mariano Ribas de Pina i la seva germana sor Concepció de Sant Josep.
Les primeres fundacions foren a Pina, Costitx, Maria de la Salut, Calonge… A poc a poc la Congregació s'estengué per molts pobles de Mallorca. El 1875 tenien ja vint convents, el 1892 catorze més, i el 1896 vuit més. El 1922 en fundaren a diferents pobles de Menorca. El 1925 fundaren un convent a Assís, poble de Sant Francesc, i després seguiren altres fundacions a Itàlia. El 1927 fundaren convents a Villa Mayor de Santiago, a Conca, a València, a Barcelona i a altres províncies d'Espanya.
Amb motiu de la guerra del Marroc, algunes germanes de la Congregació partiren cap a Àfrica per donar serveis caritatius als hospitals de sang durant alguns mesos. Ajudaren les víctimes i els malalts de l'epidèmia del còlera morbo del 1865 i de la febre groga del 1871 que afectà les Illes. El 1936, a Barcelona, moriren màrtirs sor Caterina Caldés Socias i sor Miquela de Sagrament Rullan Ribot. El Papa Benet XVI aprovà el 2006 el decret pel qual l'Església reconeix el martiri d'aquestes religioses. Queda pendent la cerimònia de beatificació de les dues religioses.
A causa de les greus necessitats de Bolívia i el Perú, l'any 1961 s'establiren a aquests països. La seva tasca a Amèrica, igual que a Mallorca, era evangelitzar, ensenyar, visitar malalts i elevar el nivell cultural dels seus habitants. Posteriorment fundaren el convent de Waco (Texas).
La Congregació ha regentat diferents hospitals i també col·legis. Actualment dirigeix el centre Mater Misericòrdia. El 2007 va rebre el Premi Ramon Llull en reconeixement de la seva activitat de caràcter social, assistencial i educatiu al servei dels més necessitats; tasca duta a terme amb abnegació, senzillesa, humilitat i constància, i per la seva inestimable ajuda a les persones més desemparades del Tercer Món.